# Юба Сити
Юба Сити (на английски: Yuba City) е град и окръжен център на окръг Сатър в щата Калифорния, Съединените американски щати.
Има население от 60 507 жители (май 2006 г.), а общата площ на града е 24,4 km². Градът има 2 ZIP кода – 95991 и 95993.
Районът на Юба Сити е на 40 мин. на север от Сакраменто и е част от Сакраментската долина.